# Каматеро
Каматеро (грец. Καματερó) — передмістя на північному заході Афін, розташоване на віддалі 10 км від центру грецької столиці на північ від Пірею.

## Сучасність
Каматеро переважно робітниче містечко, заселене людьми з невисоким рівнем прибутків. 56,7% населення зайнято у вторинному секторі, 36,3% у третинному і тільки 2,8% у первинному секторі економіки. Містечко має значний потенціал для зростання завдяки наявності землі для забудови.
У Каматеро є 4 банки, поштове відділення і кілька невеличких заводів, 8 початкових шкіл, 3 школи нижчого рівня й 2 школи вищого рівня.

## Населення
| Рік  | Місто  |
| ---- | ------ |
| 1846 | 103    |
| 1853 | 123    |
| 1879 | 199    |
| 1889 | 246    |
| 1896 | 264    |
| 1907 | 285    |
| 1971 | 11,382 |
| 1981 | 15,593 |
| 1991 | 18,759 |
| 2001 | 22,234 |